# Monti Cornacci
I Monti Cornacci, o Monte Cornòn, sono un gruppo montuoso situato in Trentino-Alto Adige, e più precisamente in Val di Fiemme, alla destra orografica del torrente Avisio. Fanno parte delle propaggini meridionali del Latemar, assieme all'adiacente Monte Agnello.

La catena domina l'abitato di Tesero, ma è visibile anche da Cavalese e da tutta la bassa Val di Fiemme. Le cime più alte sono il Doss dei Branchi (2274 m) e il Monte Cornon (o Cima Cornacci, 2.189 m), sul quale è posta una grande croce di ferro, visibile anche dal fondovalle. 
Le cime dei Cornacci sono raggiungibili da Passo Feudo, oppure da Tesero o Stava. Sul gruppo non esistono rifugi, ma sono presenti alcuni baiti per proteggersi dalle intemperie.

## Oronimo
Il massiccio è alternativamente chiamato "Cornacci" o "Cornòn", e anche la sua vetta principale conserva questa doppia denominazione. Il Monte Cornon non va comunque confuso con il Col Cornon, che è invece una delle vette del vicino gruppo del Latemar.